# Félicien Kabuga
Félicien Kabuga (1 de março de 1933  - ) é um empresário nascido em Ruanda que é acusado por um dos piores genocídios da história, o genocídio de mais de 800 mil pessoas em Ruanda, em 1994.
Félicien Kabuga sempre negou ter participado no genocídio e continua a proclamar a sua inocência.
Ele foi preso em Paris em 16 de maio de 2020 aos 84 anos de idade. Aparentemente, ele viveu nos arredores da capital francesa sob uma identidade falsa.